# Козма Душі
Козма Душі (алб. Kozma Dushi, *1955, Берат) — албанський співак

## Біографія
Козма Душі народився у місті Берат, активно співав з дитячого віку. Пізніше він працював на місцевих знаменитостей у Бераті. Після закінчення середньої школи, він навчався в Академії мистецтв в Тирані і закінчив її у 1984 році. У 1985 році він почав працювати у Державному ансамблі.
Душі неодноразово брав участь у конкурсі «Festivali i Këngës», починаючи з 15-того у 1976 році. Конкурс транслюється каналом RTSH та продовжується і сьогодні. Козма Душі відомий в Албанії та албанській діаспорі, хоча він не має музичних альбомів та не рекламує себе. Хоча він брав участь у багатьох конкурсах, він ніколи не отримував нагород на фестивалях, можливо тому що його пісні ніколи не оцінювали належним чином.
Він братиме участь у національному відборі Албанії до пісенного конкурсу «Євробачення» у 2016.
Він є братом співака Дхімітрака Душі.